# Montescano
Montescano (Munscän in dialetto oltrepadano) è un comune italiano di 428 abitanti della provincia di Pavia in Lombardia. Si trova nelle colline dell'Oltrepò Pavese, in valle Versa. Il capoluogo, Pozzolo, si trova nella vallata, mentre Montescano, il centro più antico, si trova sulla collina. Il luogo è noto per un importante centro medico di cura e riabilitazionee per la casa della cultura di Antonio Pedrazzini.

## Storia
Nel 1164 è citato nel diploma imperiale con cui gran parte dell'Oltrepò passa sotto il dominio pavese: pertanto doveva già essere un luogo di una certa importanza. In seguito il piccolo comune non lascia grande traccia nella storia; comunque appare sempre avere mantenuto la qualifica di comune. Fu compreso nel feudo di Broni, e seguì probabilmente le sorti di Castana, venendo separato da questo feudo e passando ai Borromeo nel XVI secolo e ai Pallavicino Trivuzio nel XVIII secolo.
Tra il 1929 e il 1948 il comune fu soppresso e aggregato a Castana.

### Simboli
Lo stemma del Comune di Montescano è stato concesso con decreto del presidente della Repubblica del 28 novembre 2003.
Il gonfalone è un drappo di bianco.
La fontana Missaga, costruita nel XVIII secolo, prende il nome dalla sorgente da cui sgorgano le sue acque oligominerali. È decorata con pregevoli teste di leone posizionate a ridosso dei rubinetti ed è considerata il simbolo del paese.

## Società

### Evoluzione demografica
Abitanti censiti

## Amministrazione

### Comunità montane
Fa parte della fascia bassa della Comunità Montana Oltrepò Pavese.